# بييرن لومبو
بييرن لومبو (بالدنماركية: Bjørn Lomborg، وتُلفظ: [bjɶɐ̯n ˈlʌmbɒːˀw]) (ولد في 6 يناير 1965) هو مؤلف دنماركي ورئيس مركز خلية تفكير: مركز إجماع كوبنهاغن. وهو المدير السابق لمعهد التقييم البيئي التابع للحكومة الدنماركية في كوبنهاغن. أصبح معروفاً دولياً بكتابه الأكثر مبيعاً والمثير للجدل، «البيئي المشكك» (بالإنجليزية: The Speptical Environmentalist)‏ (عام 2001)، والذي يجادل فيه بأن العديد من التدابير والإجراءات المكلفة التي اعتمدها العلماء والسياسيين لمواجهة تحديات الاحتباس الحراري سيكون لها في النهاية تأثير ضئيل على إستمرار ارتفاع درجة الحرارة في العالم.
في عام 2002، أسس لومبو بالتعاون مع معهد التقييم البيئي «إجماع كوبنهاغن»، وهو مؤتمر يعتمد على المشاريع حيث يسعى الاقتصاديون البارزون إلى تحديد الأولويات لتعزيز الرفاهية العالمية باستخدام أساليب تستند إلى نظرية اقتصاديات الرفاهية.
في عام 2009، وضعت مجلة بيزنز إنسايدر لومبو كواحد من قائمة «المشككين في الاحتباس الحراري العشرة الأكثر احتراما». في حين قام لومبو بحملة ضد بروتوكول كيوتو وغيرها من التدابير لخفض انبعاثات الكربون على المدى القصير، فقد دعا إلى التكيف مع ارتفاع درجات الحرارة على المدى القصير، وإنفاق الأموال على البحث والتطوير لحلول بيئية طويلة المدى. ولا تتعلق قضيته بواقع تغير المناخ، بل بالأحرى مع النهج الاقتصادية والسياسية التي يتم اتخاذها (أو عدم اتخاذها) لمواجهة تحديات ذلك التغير المناخي. وهو مدافع قوي لتركيز الاهتمام والموارد على ما يعتبره مشاكل عالمية أكثر إلحاحًا، مثل الإيدز والملاريا وسوء التغذية. في معرض نقده لقمة ريو لعام 2012، قال لومبو: «إن الاحتباس الحراري ليس بأي شكل من الأشكال تهديدنا البيئي الرئيسي». في عامي 2011 و 2012، تم اختيار لومبورغ كأفضل 100 مفكر عالمي من قبل مجلة فورين بوليسي «بسبب البحث عن المزيد من الصواب حول سياسات تغير المناخ».

## الدراسة والمسيرة المهنية
قضى لومبو عام كطالب جامعي في جامعة جورجيا، حصل على ماجستير شهادة البكالوريوس في العلوم السياسية في جامعة آرهوس في عام 1991، والدكتوراه درجة في العلوم السياسية في جامعة كوبنهاغن في عام 1994.
لومبو مؤلف ورئيس مركز خلية التفكير: مركز إجماع كوبنهاغن. كما كان المدير السابق لمعهد التقييم البيئي التابع للحكومة الدنماركية في كوبنهاغن. أصبح معروفاً دولياً بكتابه الأكثر مبيعاً والمثير للجدل، البيئي المشكك (بالإنجليزية: The Speptical Environmentalist)‏ (عام 2001)، والذي يجادل فيه بأن العديد من التدابير والإجراءات المكلفة التي اعتمدها العلماء والسياسيين لمواجهة تحديات الاحتباس الحراري سيكون لها في النهاية تأثير ضئيل على إستمرار ارتفاع درجة الحرارة في العالم.
في عام 2002، أسس لومبو بالتعاون مع معهد التقييم البيئي «إجماع كوبنهاغن»، وهو مؤتمر يعتمد على المشاريع حيث يسعى الاقتصاديون البارزون إلى تحديد الأولويات لتعزيز الرفاهية العالمية باستخدام أساليب تستند إلى نظرية اقتصاديات الرفاهية.

## الحياة الخاصة
لومبو مثلي الجنس ونباتي. وهو أحد المشاركين في حملات إعلامية في الدنمارك حول المثلية الجنسية، كونه شخصية عامة وقد قال أن «كوني مثلي الجنس بشكل علني هو في وجهة نظري مسؤولية مدنية. من المهم أن تبين أن عالم مثليي الجنس واسع لا يمكن وصفه من خلال صورة نمطية متعبة، ولكنها تنتقل من مثليين جنسيا يلبسون الجلد على عربات مسيرات الفخر إلى بذلات بربطة عنق على أرضية القرار، وكذلك كل شيء بينهما».

## وصلات خارجية
- بييرن لومبو على موقع IMDb (الإنجليزية)
- بييرن لومبو على موقع الموسوعة البريطانية (الإنجليزية)
- بييرن لومبو على موقع مونزينجر (الألمانية)
- بييرن لومبو على موقع إن إن دي بي (الإنجليزية)
- بييرن لومبو على موقع قاعدة بيانات الفيلم (الإنجليزية)

- الموقع الرسمي (بالإنجليزية)
- أرشيف الأعمدة على الغارديان (بالإنجليزية)
- أخبار مُجمّعة وتعليقات عن بييرن لومبو في موقع صحيفة نيويورك تايمز.